# 明徳 (莫朝)
明徳（めいとく）は、ベトナム莫朝の太祖莫登庸が使用した元号。1527年 - 1529年。

## 西暦・干支・他元号との対照表
| 明徳   | 元年    | 2年     | 3年     |
| 西暦   | 1527年  | 1528年  | 1529年  |
| 干支   | 丁亥    | 戊子    | 己丑    |
| 後黎朝 | 統元6年 | -       | -       |
| 明     | 嘉靖6年 | 嘉靖7年 | 嘉靖8年 |